# Duncan Lamont (acteur)
Duncan Lamont, geboren als Duncan William Ferguson Lamont (Lissabon, 17 juni 1918 – Royal Tunbridge Wells, 19 december 1978), was een Schotse acteur.

## Biografie
Duncan Lamont begon zijn carrière als acteur op het podium en na het einde van de Tweede Wereldoorlog volgden verbintenissen in voornamelijk gemiddelde films. Het hoogtepunt van zijn filmische werk was de hoofdrol in La carrozza d'oro, geregisseerd door Jean Renoir. Daarna verscheen hij ook in enkele Hollywood-producties.

## Filmografie
- 1950: Waterfront
- 1950: She Shall Have Murder
- 1951: The Galloping Major
- 1951: The Man in the White Suit
- 1952: Emergency Call
- 1952: La carrozza d'oro
- 1953: The Intruder
- 1954: Burnt Evidence
- 1954: Time Is My Enemy
- 1954: The Teckman Mystery
- 1955: Passage Home
- 1955: The Adventures of Quentin Durward
- 1956: The Baby and the Battleship
- 1957: High Flight
- 1958: A Tale of Two Cities
- 1958: I Was Monty's Double
- 1959: The 39 Steps
- 1959: Ben Hur
- 1959: A Touch of Larceny
- 1961 The Queen's Guards
- 1962: Mutiny on the Bounty
- 1963: The Devil-Ship Pirates
- 1963: Murder at the Gallop
- 1963: The Scarlet Blade
- 1964: Coast of Skeletons
- 1964: The Evil of Frankenstein
- 1965: The Brigand of Kandahar
- 1966: Arabesque
- 1966: The Witches
- 1967: Frankenstein Created Woman
- 1967: Quatermass and the Pit
- 1968: The Strange Case of Dr. Jekyll and Mr. Hyde (tv-film)
- 1969: Battle of Britain
- 1972: Pope Joan
- 1972: The Creeping Flesh
- 1972: Nothing But the Night
- 1976: Escape from the Dark

- Bibliothèque nationale de France: cb145330703 (data)
- Gemeinsame Normdatei: 1075888646
- International Standard Name Identifier: 0000 0000 7843 4184
- Library of Congress Control Number: no96026001
- Nationale Bibliotheek van Tsjechië: xx0161491
- Nationale Bibliotheek van Israël: 987007447871505171
- Système universitaire de documentation: 078060087
- Virtual International Authority File: 75909288
- WorldCat: E39PBJB8qBjXwrRmFJkKCrMpT3